# George Genereux
George Patrick Genereux, född 1 mars 1935 i Saskatoon, död 10 april 1989 i Saskatoon, var en kanadensisk sportskytt.
Han blev olympisk guldmedaljör i trap vid sommarspelen 1952 i Helsingfors.